# Référendum de 2001 sur le drapeau du Mississippi
Le référendum de 2001 sur le drapeau du Mississippi est un référendum de 2001 pour remplacer le drapeau de l'État du Mississippi.
Le nouveau drapeau est rejeté dans un vote de 65 % de voix contre et 35 % de voix pour. Le drapeau de 1894 demeure donc le drapeau de l'État du Mississippi,.

## Contexte
En 2000, la Cour suprême du Mississippi statue que la législation de 1906 abroge l'adoption du drapeau de 1894, donc ce qui est considéré comme étant le drapeau officiel l'était seulement par l'habitude et l'usage. Le gouverneur Ronnie Musgrove nomme une commission indépendante qui a pour but de développer un nouveau drapeau, et le 17 avril 2001, un référendum est organisé pour changer le drapeau. 

## Proposition
La nouvelle conception propose de remplacer le drapeau de bataille confédéré par un canton bleu avec 20 étoiles. L'anneau extérieur de 13 étoiles représente les Treize colonies, le cercle de 6 étoiles représente les 6 nations qui ont exercé leur souveraineté sur l'État du Mississippi (Nations indiennes, France, Espagne, Grande-Bretagne, les États-Unis, et les États confédérés d'Amérique), et à l'intérieur la plus grosse de toutes les étoiles, celle du Mississippi. Les 20 étoiles représentent le Mississippi comme le 20e État des États-Unis. 

Ancien drapeau.
Proposition de nouveau drapeau.

## Résultats
| Choix                     | Votes   | %     |
| ------------------------- | ------- | ----- |
| Ancien drapeau            | 494 323 | 64,39 |
| Nouveau drapeau           | 273 359 | 35,61 |
|                           |         |       |
| Votes valides             | 767 682 |       |
| Votes blancs et invalides |         |       |
| Total                     |         | 100   |
| Abstention                |         |       |
| Inscrits/Participation    |         |       |